# Kanangasari
Kanangasari is een bestuurslaag in het regentschap Bandung Barat van de provincie West-Java, Indonesië. Kanangasari telt 4495 inwoners (volkstelling 2010).